# Parabole du prisonnier évadé
Le prisonnier évadé est une parabole de l'Ancien Testament. Elle est tirée du premier livre des Rois. Elle fait référence aux faux principes qu'il faut savoir emprisonner.

## Texte
Premier livre des Rois, chapitre 20, versets 35 à 42 :
« L'un des fils des prophètes dit à son compagnon, d'après l'ordre de l'Éternel : Frappe-moi, je te prie! Mais cet homme refusa de le frapper. Alors il lui dit : Parce que tu n'as pas obéi à la voix de l'Éternel, voici, quand tu m'auras quitté, le lion te frappera. Et quand il l'eut quitté, le lion le rencontra et le frappa. Il trouva un autre homme, et il dit : Frappe-moi, je te prie ! Cet homme le frappa et le blessa. Le prophète alla se placer sur le chemin du roi, et il se déguisa avec un bandeau sur les yeux. Lorsque le roi passa, il cria vers lui, et dit : Ton serviteur était au milieu du combat ; et voici, un homme s'approche et m'amène un homme, en disant : Garde cet homme ; s'il vient à manquer, ta vie répondra de sa vie, ou tu paieras un talent d'argent ! Et pendant que ton serviteur agissait çà et là, l'homme a disparu. Le roi d'Israël lui dit : C'est là ton jugement ; tu l'as prononcé toi-même. Aussitôt le prophète ôta le bandeau de dessus ses yeux, et le roi d'Israël le reconnut pour l'un des prophètes. Il dit alors au roi : Ainsi parle l'Éternel : Parce que tu as laissé échapper de tes mains l'homme que j'avais dévoué par interdit, ta vie répondra de sa vie, et ton peuple de son peuple. »
Traduction d'après la Bible Louis Segond.